# Кармена
Кармена (ісп. Carmena) — муніципалітет в Іспанії, у складі автономної спільноти Кастилія-Ла-Манча, у провінції Толедо. Населення — 864 особи (2010).
Муніципалітет розташований на відстані близько 80 км на південний захід від Мадрида, 33 км на захід від Толедо.

## Демографія
Динаміка населення (INE ):

## Галерея зображень

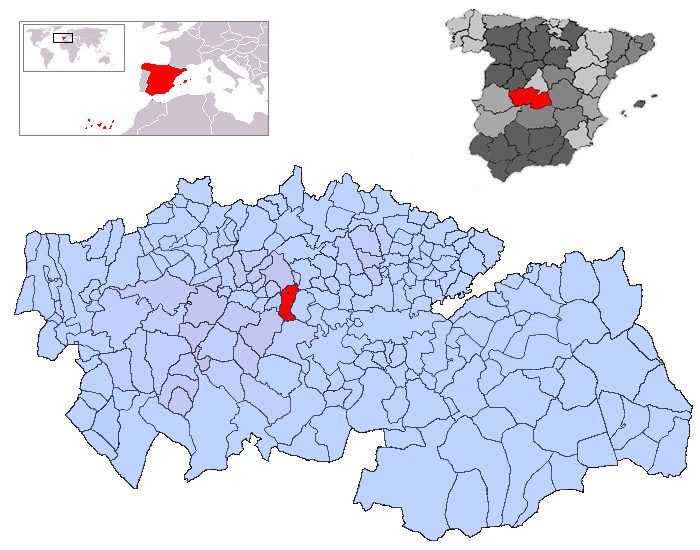
Розташування муніципалітету у провінції Толедо